# 토니 콕스 (연출가)
토니 콕스(Tony Cox, 본명은 앤서니 대니얼 콕스(Anthony Daniel Cox), 1937년 ~ )는 미국의 개념미술가, 전위예술가, 연극연출가, 영화연출가이다.

## 생애
1956년 개념미술가로서 미국 전위 예술 분야에 데뷔하였고 1961년 연극연출가로도 데뷔하였으며 이 때 일본 출신의 전위예술가 오노 요코(小野洋子)를 처음 만났고 1년 후 1962년 오노 요코와 결혼하였으며 이듬해 1963년 8월 8일 오노 요코와의 사이에서 쿄코 챈 콕스(Kyoko Chan Cox)를 득녀하였다. 이후 1967년 영국 다큐멘터리 영화 《Yoko Ono film No. 4》라는 전위기록영화 작품으로 영화연출가 데뷔하였다.
그는 1969년 2월 2일 오노 요코와 이혼하였으며 이후 멜린다 메이슨 콕스(Melinda Mason Cox)라는 여성과 재혼하였으나 다시 이혼하였고 현재는 전위예술가 활동을 계속하고 있다.

## 딸 Kyoko(쿄코)
쿄코 챈 로즈매리 오노 콕스(Kyoko Chan Rosemary Ono Cox, 일본어 이름은 오노 교코(小野京子), 1963년 8월 8일(61세) ~ )는 토니 콕스와 오노 요코 사이에서 출생한 미국의 여자 기독교인이며 아역 영화배우로 활동한 이력이 있다.
쿄코 챈 콕스(Kyoko Chan Rosemary Ono Cox) 그녀는 일본 도쿄도에서 아버지 토니 콕스와 어머니 오노 요코의 외동딸로 출생하였고 출생한지 1년도 아니 되어 부모를 따라 고국인 미국으로 이주하였으며 4세 때인 1967년에 영국 다큐멘터리 영화 《Yoko Ono film No. 4》라는 전위 예술 영화 작품의 단역으로 영화 배우 데뷔하였다.
그녀의 아버지 토니 콕스와 어머니 오노 요코는 그녀가 6세 때였던 1969년 2월 2일을 기하여 이혼하였다.